# 12598 Sierra
12598 Sierra este un asteroid din centura principală de asteroizi.

## Descriere
12598 Sierra este un asteroid din centura principală de asteroizi. A fost descoperit pe 9 septembrie 1999 la Socorro, New Mexico, în cadrul proiectului LINEAR. Asteroidul prezintă o orbită caracterizată de o semiaxă mare de 2,74 ua, o excentricitate de 0,08 și o înclinație de 9,5° în raport cu ecliptica.